# Peter Hanning Motzfeldt
Peter Hanning Motzfeldt (13. prosince 1774, Skogn, Levanger – 7. října 1835, Kodaň) byl norský státní úředník a inspektor severního Grónska.

## Životopis
Motzfeldt byl již ve svých 10 nebo 11 letech zaměstnán jako pomocník u sorenského řidiče v Ryfylke. Ve svých 19 letech se z úředníka stal plnomocníkem. Díky právně-administrativní praxi v dětství a mládí se mu v roce 1794 podařilo v krátké době složit advokátní zkoušku v Kodani. O pouhý týden později ho Královská grónská obchodní společnost poslala do Godhavnu, dnešního Qeqertarsuaqu, jako asistenta. O pouhý rok později byl jmenován starším asistentem a vedoucím lovu velryb ve společnosti Imerissoq. Odtud měl úzké kontakty s inspektorátem Severního Grónska a s právníkem a obchodníkem Marcusem Nissenem Myhlenphortem, který žil v Egedesminde (dnes Aasiaat) a s nímž od té doby udržoval blízké přátelství.
V roce 1799 se vrátil do Ritenbenku (dnes Appat) a o dva roky později do hlavního města severního Grónska Godhavnu, kde měl nahradit odstupujícího Clause Bendekeho ve funkci inspektora. Jeho přítel Myhlenphort se stal inspektorem jižního Grónska již v roce 1802. Zasazoval se o transparentnost a informovanost a velmi mu záleželo na právním systému v Grónsku a na vzdělání Gróňanů. Jeho plány na vzdělávání učitelů a zakládání škol spolu s misionářem Eskildem Sønnichsenem Bramem však překazila anglo-dánská válka dělostřeleckých lodí (1807–1814). Kromě toho Motzfeldt pokračoval v propagaci „hracích peněz“ iniciovaných Bendekem, kreditů nebo bankovek vyrobených z hracích karet. Zpočátku Motzfeldt pobýval několik měsíců v Kodani a poté vykonával své povinnosti v Grónsku až do roku 1815. Poté se natrvalo vrátil do Evropy, ale oficiálně zůstal inspektorem v Grónsku. V tomto období ho vystřídal Frederik Diderik Sechmann Fleischer, než ho v roce 1817 oficiálně nahradil Johannes West. V roce 1824 byl jmenován soudním radou a až do své smrti zůstal členem vedení Grónska, aniž by však sehrál významnější roli.

## Rodina
Peter Hanning Motzfeldt byl synem podplukovníka Lorentze Marcuse Hanninga (1739–1817) a Marie Sophie Motzfeldtové (1730–1782). S královským souhlasem přijal příjmení své matky jako své příjmení a příjmení svého otce jako své druhé jméno, tedy přesně naopak, než je obvyklé. V roce 1820 se v Kodani oženil s Emilií Wilhelminou Ernstovou (1794–1838), dcerou obchodníka Hanse Jørgena Ernsta (1752–1825) a Anny Marie Westové (~1769–1805). Manželé měli čtyři děti:
- Anna Marie Sofie (*1821)
- Thale Caroline Margrethe (*1822)
- Hanna Augusta Emilie (*1826)
- Peter Carl (*1831)

Seznamy narozených dětí v grónských církevních záznamech také uvádějí velký počet dětí s uvedeným otcem „Inspekteur (P.) Motzfeldt“. Matkou je zde vždy Cecilie Dalagerová (1784–1866), která byla vnučkou průkopníka Carla Dalagera (1726-1799), ale jinak ze tří čtvrtin Inuitka. Církevní záznamy v Appat (Motzfeldtovo bydliště) začínají až v roce 1831, záznamy z Ilulissatu (Dalagerové bydliště) v roce 1840, takže o sňatku mezi Evropanem a Grónkou není nic známo. Když se Motzfeldt v roce 1815 vrátil do Evropy, zřejmě zde zanechal své děti a jejich matku. Je možné, že jeho pozdější manželka nevěděla, že její manžel má již osm dětí tisíce kilometrů daleko. Motzfeldt a Dalager měli osm dětí, a Motzfeldt je tak prapředkem všech grónských Motzfeldtů, mezi něž patří i slavný politik Jonathan Motzfeldt, který byl 17 let premiérem a pět let předsedou parlamentu a který je pravnukem Petrova nejstaršího syna.
- Thale Caroline (1802–1809)
- Peter Hanning (1804–1871)
- Karen (*1806)
- Agathe Amalie (1807–1881)
- Jørgen Jacob (*1809)
- Thale Caroline (*1810)
- Maria Sofia Thale Caroline (*1812)
- Birgitte Charlotte Marie Lovise (*1814)

Byl bratrancem Petera Motzfeldta (1777–1854), Frederika Motzfeldta (1779–1848) a Carla Frederika Motzfeldta (1808–1902). Také on pocházel z vysokých a vznešených dánských kruhů prostřednictvím své babičky z matčiny strany. Byl tedy pravnukem Anny Marsvinové (1569–1610), sestry Ellen Marsvinové (1572-1649), která byla vlivnou tchyní krále Kristiána IV. Jednou z jeho prapraprababiček byla Marie Margrethe Ulfeldtová (1619–1694), sestra dánského zrádce Corfitze Ulfeldta (1606–1664), který byl zároveň královým zetěm a manželem Elleniny vnučky. Jednou z jeho praprababiček byla Anna Marie Grubbe (1648–1724), sestra Marie Grubbe (1643–1717).